# Данеш
Данеш (рум. Daneș) — село у повіті Муреш в Румунії. Адміністративний центр комуни Данеш.
Село розташоване на відстані 226 км на північний захід від Бухареста, 37 км на південь від Тиргу-Муреша, 104 км на південний схід від Клуж-Напоки, 94 км на північний захід від Брашова.

## Населення
За даними перепису населення 2002 року у селі проживали 2185 осіб.
Національний склад населення села:
| Національність            | Кількість осіб | Відсоток |
| ------------------------- | -------------- | -------- |
| румуни                    | 1911           | 87,5%    |
| цигани                    | 183            | 8,4%     |
| угорці                    | 63             | 2,9%     |
| німці                     | 22             | 1,0%     |
| не вказали національність | 6              | 0,3%     |

Рідною мовою назвали:
| Мова                  | Кількість осіб | Відсоток |
| --------------------- | -------------- | -------- |
| румунська             | 2007           | 91,9%    |
| циганська             | 101            | 4,6%     |
| угорська              | 55             | 2,5%     |
| німецька              | 17             | 0,8%     |
| не вказали рідну мову | 5              | 0,2%     |